# 同字異音聯
同字異音聯是一種對聯，利用漢字一字多音的特性，以同一個字的不同讀音組成對聯。

## 例子
- 調琴調新調，調調調來調調新。 種花種好種，種種種成種種香。[2]
- 朝朝朝朝朝朝汐。 長長長長長長消。（出自福建省福州市羅星塔）
- 樂樂樂樂樂樂樂。 朝朝朝朝朝朝朝。 （出自北京市故官太和殿）
- 見見見見見見見。 齊齊齊齊齊齊齊。 （出自台灣新北市西靈岩）